# Planétarium du Centenaire
 (mars 2024).
Si vous disposez d'ouvrages ou d'articles de référence ou si vous connaissez des sites web de qualité traitant du thème abordé ici, merci de compléter l'article en donnant les références utiles à sa vérifiabilité et en les liant à la section « Notes et références ».
Le planétarium du Centenaire (anglais : Centennial Planetarium) à Calgary, Alberta, conçu par le cabinet d'architectes de McMillan Long and Associates, ouvre ses portes en 1967 pour le centenaire du Canada.
Il s'agit de l'un des meilleurs exemples d'architecture brutaliste a Calgary, remportant un Nation Design Council Concrete Award en 1967 et la médaille Massey en architecture en 1970.
De 1971 à 1985, le planétarium a également abrité une collection aéronautique qui a constitué la base du The Hangar Flight Museum (en).
En 1984, le Calgary Science Centre emménage dans le bâtiment, où il reste pendant 27 ans avant de déménager dans ses propres installations et de devenir Telus Spark,.
En juin 2018, Contemporary Calgary (en), une nouvelle galerie d'art publique, conclut un accord avec la ville de Calgary pour louer la propriété pour 25 ans. Il est rénové par la ville de Calgary et le cabinet d'architecture Lemay.